# 乳牙

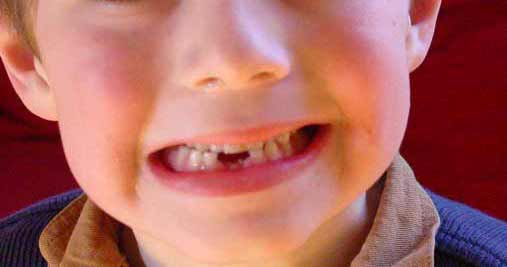
换牙期间的男孩，示开始脱落的乳牙

乳牙，又称奶牙，是人類和很多動物的第一套牙齒。脱落後再生的牙齒稱為恒齒。

## 人類的乳齒

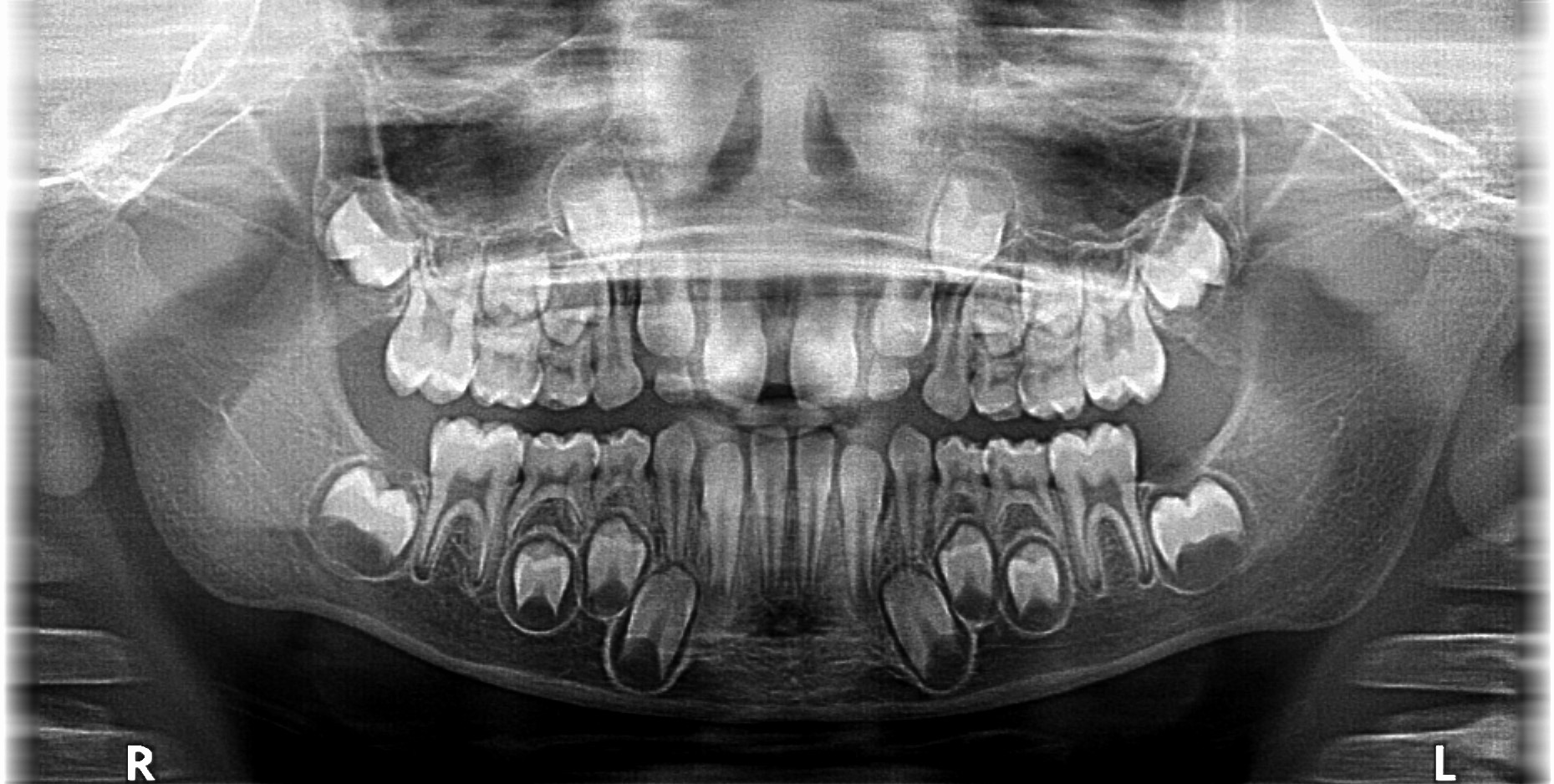

人類的乳齒有20顆，比恒齒小，表面珐琅質薄。按生長順序為：
- 下排2顆乳門齒
- 上排4顆乳門齒
- 下排2顆乳側門齒
- 上下第一乳臼齒、乳犬齒，共8顆
- 上下第二乳臼齿。共4顆

嬰兒一般6個月左右開始長乳齒，約2歲半完成過程。也有少數在出生時或者出生後不久開始生長。6-12歲從門齒開始逐漸脱落，從原來的牙根部位萌生恒齒。這過程稱為換牙。
乳齒的發育為口腔定型打下基礎，並且決定恒齒的位置。因此這期間應該注意口腔卫生，防止龋齿。

## 家猫的乳齒
家猫的乳牙为26颗（恒牙增加4颗臼齿，一共30颗）。在出生后3周开始生长，5周长全，4-5个月的时候乳牙脱落，长出恒牙。